# Freden i Bukarest (1918)
 For alternative betydninger, se Freden i Bukarest. (Se også artikler, som begynder med Freden i Bukarest)
Freden i Bukarest var en fredsaftale mellem Rumænien på den ene side og Østrig-Ungarn, Bulgarien, Tyskland og det Osmanniske Rige på den anden. Den blev indgået efter at man var nået til et dødvande efter felttoget i 1916–17 og Rumæniens isolation efter Ruslands ensidige udtræden af 1. verdenskrig (se Brest-Litovsk freden). Den blev underskrevet i Buftea, nær Bukarest den 7. maj 1918.

## Traktatens vigtigste betingelser
- Rumænien skulle tilbagegive det sydlige Dobrogea og afstå den sydlige del af det nordlige Dobrogea (se kortene) til Bulgarien, mens resten af provinsen forblev under Centralmagternes fælles kontrol.
- Rumænien skulle give Østrig-Ungarn kontrollen over passene i Karpaterne (se kort).
- Rumænien skulle lade Tyskland leje sine oliekilder i 90 år.
- Centralmagterne anerkendte indlemmelsen af Bessarabien i Rumænien [1]

## Efterspil
Alexandru Marghiloman underskrev traktaten i Buftea (nær Bukarest) den 7. maj 1918; men kong Ferdinand 1. af Rumænien nægtede at underskrive den (selv om traktaten var blevet ratificeret af deputeretkammeret den 28. juni og af senatet den 4. juli 1918).
Selv om Bulgarien fik en del af det nordlige Dobrogea, fortsatte det med at presse Tyskland og Østrig-Ungarn for at få hele provinsen, herunder det fællesområde, som var blevet skabt med traktaten. Efter forhandlinger blev der underskrevet en protokol i Berlin den 25. september 1918 om overdragelse af fællesområdet til Bulgarien af Tyskland, Østrig-Ungarn, Osmanniske Rige og Bulgarien. Til gengæld gik Bulgarien ind på at afstå den venstre bred af Maritsafloden til Tyrkiet. Denne aftale fik imidlertid en kort levetid, for efter 4 dage, den 29. september måtte Bulgarien kapitulere til de fremrykkende allierede styrker.
Traktaten blev undsagt i oktober 1918 af Alexandru Marghilomans regering og efterfølgende nullificeret af betingelserne i Våbenstilstanden i Compeigne den 11. november 1918.
I 1919 blev Tyskland i forbindelse med Versaillestraktaten tvunget til at opgive alle de fordele, som det havde opnået i Traktaten i Bukarest i 1918. De territoriale afståelser til Østrig-Ungarn og Bulgarien blev annulleret i Saint-Germain-traktaten (1919), Trianon-traktaten (1920) and Neuilly-sur-Seine-traktaten (1919).

## Kort
- Kort over Dobrogea
- Rumænske områder afstået til Østrig-Ungarn (rød), Bulgarien (grøn) og Centralmagter (gul) ved Freden i Bukarest. Disse ændringer blev ophævet af Versaillestraktaten.

## Eksterne kilder
- Hele traktatteksten Arkiveret 23. februar 2013 hos  Wayback Machine (engelsk)
- Freden i Bukarest på FirstWorldWar.com Arkiveret 4. juni 2011 hos  Wayback Machine (engelsk)
- Områder som blev afstået til Østrig-Ungarn af Rumænien ved Freden i Bukarest, 1918 Arkiveret 4. februar 2012 hos  Wayback Machine